# Camille Flammarion
Camille Flammarion (født 26. februar 1842 i Montigny le Roi, Haute-Marne, død 7. juni 1925) var en fransk astronom.
Flammarion begyndte at studere teologi i Langres og Paris, men vendte sig 1858 til astronomien og var i 4 år ansat som beregner ved Bureau des longitudes. I 1863 overtog han redaktionen af Cosmos efter abbed Moigno og 1865 den videnskabelige del af Siècle.
På denne tid vakte Flammarion opsigt ved sine populære forelæsninger om astronomien og arbejdede senere gennem talrige skrifter med held på at vække interessen for denne videnskab. Blandt disse mærkes: Les merveilles célestes (1865); Études et lectures sur l'astronomie (9 bind, 1866—80); Astronomie populaire (1880, oversat på svensk); Les étoiles (1881); Les terres du ciel (1877); La planète Mars, I—II (1892, 1909), Catalogue des étoiles multiples (1878); Atlas céleste, etc. I 1882 grundede Flammarion månedsskriftet L'Astronomie, der bestod til 1894. I 1887 var han med at stifte Société astronomique de France, hvis første præsident han var; senere var han selskabets generalsekretær og hovedredaktør for dets månedlige Bulletin. Hans 1883 i Juvisy syd for Paris grundede og ved donationer godt udstyrede observatorium var knyttet til dette selskab. 
Flammarion arbejdede også med meteorologi og foretog 1868 flere ballonfarter for at studere fugtigheden og strømningerne i de højere luftlag (Mes voyages aériens, 1870; L'atmosphère 1871). 
Ved siden heraf udfoldede han en meget produktiv skønlitterær virksomhed, der vakte stor opsigt hos samtiden såvel i som uden for Frankrig og gjorde hans navn kendt. I disse litterære arbejder flagrer han fra det ene til det andet af menneskeåndens vanskeligste problemer, udødelighed, spiritisme, uendelighed osv. og meddeler sine fantasifulde tanker om dem alle. Mest kendt er La pluralité des mondes habités (1862), der er oversat til så godt som alle europæiske sprog, herunder til dansk af Peter Mariager ("Beboede Verdener", 1867, 4. udgave 1894); Lumen (1872); Dieu dans la nature (1866); Uranie (1889) og La fin du monde (1894); de to sidstnævnte er oversatte til dansk af K.L. Müllen under titlerne "Urania" (1890, 2. udgave 1895) og "Verdens Undergang" (1895). I 1911 udgav han sine erindringer Mémoires.